# Chryso-hypnum
Chryso-hypnum là một chi rêu trong họ Hypnaceae.